# Альф Прейсен
Альф Прейсен (справжнє ім'я — Альф Улафсен, норв. Alf Prøysen; 23 липня 1914 — 23 листопада 1970, Осло) — відомий норвезький дитячий письменник, його численні оповідання та пісні є суспільним надбанням Норвегії.

## Дитинство та юність
Альф Улафсен народився в родині дрібного земельного орендаря Прейсенстуа в Рудсгегді (Rudshøgda, комуна Рінгсакер, фюльке Гедмарк).
Альф Улафсен був молодшою дитиною в сім'ї Улафа Андреассена (1880–1959) та Юлії Матіасдаттер (1879–1961), які побралися 1907 року. У Юлії була власна дочка Марі (1902), 1907 року з'явилася на світ перша спільна дитина Улафа та Юлії — Маргіт, а за рік до народження майбутнього письменника подружжя взяло на виховання хлопчика Улафа (1911 р.н.).
1938 року Альф узяв собі псевдонім Прейсен на честь місцини, де мешкала сім'я. Трохи згодом його батьки також стали користуватися цим псевдонімом.
З 1922 до 1929 рр. Альф відвідував школу за три кілометри від Прейсенстуа. Він був здібним хлопцем, який вправно писав та рахував і ще до школи навчився читати, проте фізкультура та ручна робота по дереву, як згадував Прейсен в автобіографії, йому не давалися.
Восени 1929 року Альф був конфірмований. У 1929–1930 роках майбутній письменник навчається в «додатковій школі» (норв. framhaldsskole) у Велдре, а в 1931–1932 роках — у народному університеті (норв. amtskole) Рінгсакера.
Певний час хлопець був підпаском та наймитом у різних садибах Рінгсакера. У 25 років він отримує роботу в садибі Лоддінг неподалік Кльофти, у Румеріке.
Дія багатьох оповідань і пісень Прейсена відбувається в атмосфері, яка нагадує місця його дитинства та юності з великими садибами та господарствами дрібних земельних орендарів 1920-х — 1930-х років. У 1930-і роки в рідному Рінгсакері Альф бере участь у роботі аматорського театру.
Перший опублікований вірш Прейсена називався «Червоні герані» (норв. «Røde geranier»), він з'явився на сторінках газети «Kooperatøren» 1938 року. За нього молодий поет отримав 20 крон (це була значна сума, для порівняння: наступного року Прейсен одержував 90 крон за місяць роботи в садибі Лоддінг). Опублікувати вірш допоміг давній друг Прейсена Кнут Фйаестад, який був знайомий із редактором «Kooperatøren»
.

## 40-і роки
1941 року Прейсен продав дев'ять пісеньок для ревю популярному театру-кабаре Доврехаллен, який, на жаль, згорів того ж року.
Восени 1941-го Прейсен отримує місце скотаря в садибі Вьоуен в Аскері..
В Аскері він писав на замовлення весільні та конфірмаційні пісні, працював над оповіданнями, які потім увійшли до його першої книги «Dørstokken heme», опублікованої восени 1945 року.
Взимку 1946 року Прейсен отримав замовлення на написання пісень для студентського ревю Ad Undas. Він написав одну пісню, що пародіювала Трюгве Лі, який нещодавно став Генеральним секретарем ООН. Пісня називалася «Коли людина бачить ціле трошечки згори» (норв. «Når man ser det hele litegrann fra oven»). Його також попросили заспівати її під час вистави. Пісню часто транслювали по радіо, вона стала відомою і принесла першу популярність своєму авторові.
Восени цього ж року Прейсен на прохання Лаурітца Йонсона написав «Мишину пісню» (норв. «Musevisa») для дитячої радіопрограми "Barnetimen". Це був перший вірш, який письменник створив для радіокомпанії NRK, з якою згодом часто співробітничав.
1948 року вийшли три платівки з піснями Прьойсена, цього ж року побачила світ книга з його оповіданнями «Drengstu'viser», яка стала досить популярною і розійшлася тиражем 140 тисяч примірників.

## 1948—1970 роки. Утвердження авторитету
1948 року Прейсен одружився з Елсе Стургеуґ. Вони орендують житло в художниці Боргхільд Рюд у Ніттедалі, 1949 року в подружжя народжується дочка Елін, а через два роки — син Х'єтіль. 1952 року сім'я будує власне житло в Аскеладвейені, у Ніттедалі, а трохи згодом письменник викупив також і батьківський дім.
1948 року митець приєднався до клубу «Visens venner», який заснував Бйорн Мьорк 1944 року. Членами цього клубу були, зокрема, драматург Єнс Гундерсен, письменник Турб'єрн Еґнер, філолог Б'ярне Берульфсен та інші відомі норвежці.
З 1950 по 1960 роки Прейсен веде власну дитячу сторінку в «Kooperatøren», а з 1951 по 1970 рік пише так звані суботні історії ( «lørdagsstubber») для Arbeiderbladet, активно працює на радіо, зокрема співробітничає з дитячою програмою "Barnetimen for de minste" та з програмою для дорослих "Søndagsposten".
1950 року виходить роман Прейсена «Дрізд у стельовій лампі» (норв. "Trost i taklampa"), який зміцнює популярність письменника. Книга лягає в основу театральної постановки (1952), фільму (1955) та мюзиклу (1963).
Письменник створює п'єси для дітей і для дорослих, пише пісні як для себе, так і для інших виконавців. Зокрема, його твір «Tango for to», написаний для Нори Брокстедт, став відомим хітом 1957 року.
1962 року Альф познайомився з відомим шведським виконавцем Карлом-Антоном Аксельссоном, який згодом переклав його пісні шведською мовою і виконав їх у власному перекладі.
1964 року письменник подружився з норвезьким співаком Альфом Краннером, для якого створив низку нових пісень.
Незважаючи на тяжку хворобу, Прейсен працював майже до останнього. Відомий поет, виконавець і прозаїк помер від раку в ослоській лікарні "Rikshospitalet" 23 листопада 1970 року, його поховали на Спаському цвинтарі норвезької столиці.

## Нагороди
Альф Прейсен посмертно був удостоєний Почесної премії Міністерства церкви та освіти Норвегії «За дитячу та юнацьку літературу» (1970), він став єдиним її лауреатом. В останні дні життя письменникові було присуджено почесну премію Норвезької Ради у справах культури (норв. Norsk kulturråds ærespris).

## Дитячі книжки
Найбільшою популярністю серед дітей користується цикл казок Альфа Прейсена про пригоди Бабусі-чайної ложки (норв. Teskjekjerringa). Перша з них була опублікована в «Kooperatøren» 1954 року. 1955 року героїня потрапила на радіо, а рукопис казок про неї Прейсен надіслав на конкурс до шведського видавництва "Rabén & Sjögren". Перемогу на цьому конкурсі здобути не вдалося, проте рукописом зацікавилася тодішній редактор дитячої літератури цього видавництва Астрід Ліндґрен. За її підтримки книга про Бабусю-чайну ложку 1956 року з'явилася в Швеції, на батьківщині Прейсена вона побачила світ на рік пізніше.
Героїнею казок є звичайна сільська бабуся, яка інколи дуже несподівано навіть для себе самої може перетворюватися на чайну ложечку. Тоді вона починає розуміти мову тварин, які допомагають їй у складних ситуаціях. Предмети також підкоряються старенькій.
Бронзові скульптури цієї героїні Прейсена встановлено в місті Гамарі, а також у комунах Берум та Ші, їх автором є Фрітц Рьоед.
Казки про Бабусю-чайну ложку в Норвегії ілюструвала Боргільд Рюд, а ілюстрації шведського художника Бйорна Берга, який свого часу співпрацював із Астрід Ліндгрен і уславився малюнками до її циклу про Еміля з Льоннеберги, часто прикрашають книги про героїню, що побачили світ у інших країнах.
На теренах колишнього Радянського Союзу значну популярність мала казка Прейсена «Козеня, що вміло лічити до десятьох» (норв. Geitekillingen som kunne telle til ti), за якою режисер Володимир Дегтярьов створив ляльковий мультиплікаційний фільм. Відомими є також ілюстрації Володимира Сутєєва до цієї казки.

## Видання творів Прейсена після його смерті
Після смерті Прейсена було видано багато книжок із його піснями та оповіданнями. Спочатку з'явилися чотири книги з суботніми історіями (1972–1975). 1978 року вийшло дванадцятитомне зібрання творів, у сімох томах якого містилися оповідання для дорослих, у трьох — пісні, а у двох — твори для дітей.
З'являлися також вибрані пісні та оповідання для дітей:
- «Nå skinner sola i vinduskarmen» (1989) (укр. "Нині світить сонце у віконному отворі")[13], книга була перевидана під назвами «Sommerbok for barn» (1999) (укр. "Літня книга для дітей")[14] та «Sommer med Prøysen» (укр. "Літо з Прьойсеном"). Усі три книги вийшли з ілюстраціями норвезької художниці Карі Гроссманн.

- «Jul med Prøysen» (1982) (укр. "Різдво з Прьойсеном")[15] з ілюстраціями Боргхільд Рюд, книга перевидана 2013 року під заголовком «Prøysens jul».

- «Julebok for barn» (1985) (укр. "Різдвяна книга для дітей") з ілюстраціями Карі Гроссманн.

1971 року вийшла збірка віршів Прейсена «Lørdagskveldviser» (укр. "Суботні вечірні пісні"), 1997 — поетична збірка «Kyss meg sakte» (укр. "Поцілуй мене тихо").
Пісні Прейсена публікували в різноманітних пісенниках, зокрема у великому «Норвезькому пісеннику» (норв. Norsk visebok) представлено 27 його творів.

## Екранізація творів Прейсена
- Trost i taklampa (1955) (норвезький фільм режисера Еріка Борге);
- Kanutten og Romeo Clive (норвезький телевізійний серіал) (1962—1968), головні ролі в якому зіграли сам Альф Прьойсен та дитяча письменниця Анне-Катаріна Вестлі;
- Gumman som blev liten som en tesked (шведський телесеріал) (1967) з Біргіттою Андерссон;
- Jackanory (британський дитячий телесеріал, створений компанією BBC, декілька його серій було присвячено Місіс Пепперпот (англ. Mrs Pepperpot), так англійською називають Бабусю-чайну ложку), історії про неї читала Патсі Роулендс (1970);
- Teskedsgumman (шведський телесеріал) (1973), у якому знялася Біргітта Андерссон;
- Supūn Obasan (японський 130-серійний аніме-телесеріал про Бабусю-чайну ложку) (1983).

## Премії Прейсена
У Норвегії є три Премії Прейсена: Премія Прейсена (норв. Prøysenprisen), Премія Бабусі-чайної ложки (норв. Teskjekjerring-prisen) та Почесна премія Альфа Прьойсена (норв. Alf Prøysens Ærespris). Їх присуджують за видатні досягнення в галузі музики, пісенного мистецтва та художньої літератури в жанрах, пов'язаних із творчістю митця. Лауреати кожної премії отримують срібну плакету та 25 000 норвезьких крон. Лауреатами премій ставали, зокрема, письменник Уве Ресбак (1980), композитор та виконавець Ян Еггум (1997), співачка Сірі Нільсен (2013) (усі вони отримали Премію Прейсена); актор Єнс Боллінг (1985), кінорежисер-аніматор Іво Капріно (1991), письменник Клаус Гагеруп (2002), письменниця Марія Парр (2009) (усі вони стали лауреатами Премії Бабусі-чайної ложки); ведучий та співак Отто Нільсен (1980), письменниця Анне-Катаріна Вестлі (1986), співачка Нора Брокстедт (1997), співак Альф Краннер (1998) (усі вони одержали Почесну премію Альфа Прейсена).

## Музей Прейсена
23 липня 2014 року, до сторіччя норвезького поета і прозаїка, у Рудсгегді відкрито культурний центр та музей Дім Прейсена (норв. Prøysenhuset), у якому працює постійна виставка, присвячена життю і творчості визначного літератора.

## Вибрана біографічна література про митця
- «Med en fiol bak øret: en bok om Alf Prøysen» (1984) (укр. "З фіалкою за вухом: книга про Альфа Прьойсена"), її авторами є гедмаркські журналісти Гельге Гаген і Даг Солберг;
- «Pappa Alf» (1989) (укр. "Тато Альф"), що належить перу доньки письменника, Елін;
- «Alf Prøysen: Præstvægen og sjustjerna» (1992), написана Уве Ресбаком.